# Игнатьев, Максим Алексеевич
Макси́м Алексе́евич Игна́тьев (род. 7 апреля 1968, Ленинград) ― российский тромбонист и музыкальный педагог. Солист ЗКР АСО Санкт-Петербургской филармонии, преподаватель Санкт-Петербургской консерватории, Санкт-Петербургского музыкального колледжа имени Н. А. Римского-Корсакова и РГПУ имени А. И. Герцена; заслуженный артист Российской Федерации.

## Награды
- Лауреат I премии Всероссийского конкурса исполнителей на медных духовых и ударных инструментах (Ленинград, 1988)
- Лауреат I премии Всесоюзного конкурса исполнителей на медных духовых и ударных инструментах (Минск, 1988)
- Лауреат I премии Международного конкурса исполнителей на медных духовых и ударных инструментах (Нижний Новгород, 1994)
- Заслуженный артист Российской Федерации (2003)[1]